# Fly To The Rainbow
Fly To The Rainbow er det andet album fra bandet Scorpions, udgivet i 1974.

## Numre
1. "Speedy's Coming" (Rudolf Schenker, Klaus Meine) – 3:33
2. "They Need a Million" (Rudolf Schenker, Klaus Meine) – 4:50
3. "Drifting Sun" (Ulrich Roth) – 7:40
4. "Fly People Fly" (Michael Schenker, Klaus Meine) – 5:02
5. "This Is My Song" (Rudolf Schenker, Klaus Meine) – 4:14
6. "Far Away" (Rudolf Schenker, Michael Schenker, Klaus Meine) – 5:39
7. "Fly to the Rainbow" (Michael Schenker, Ulrich Roth) – 9:32

## Musikere
- Klaus Meine – Vokal
- Ulrich Roth – Lead Guitar, vokal
- Rudolf Schenker – Guitar, vokal
- Francis Buchholz – Bas
- Jurgen Rosenthal – Trommer og perkussion

### Gæste musikere
- Achim Kirschning – Keyboard